# Grenouille rousse
Rana temporaria
Espèce
Statut de conservation UICN

 LC  : Préoccupation mineure
La Grenouille rousse, Rana temporaria, est une espèce d'amphibiens de la famille des Ranidae. Comme tous les amphibiens cette espèce est en régression (accélérée depuis quelques décennies) et a disparu d'une partie de son aire naturelle de répartition.

## Description

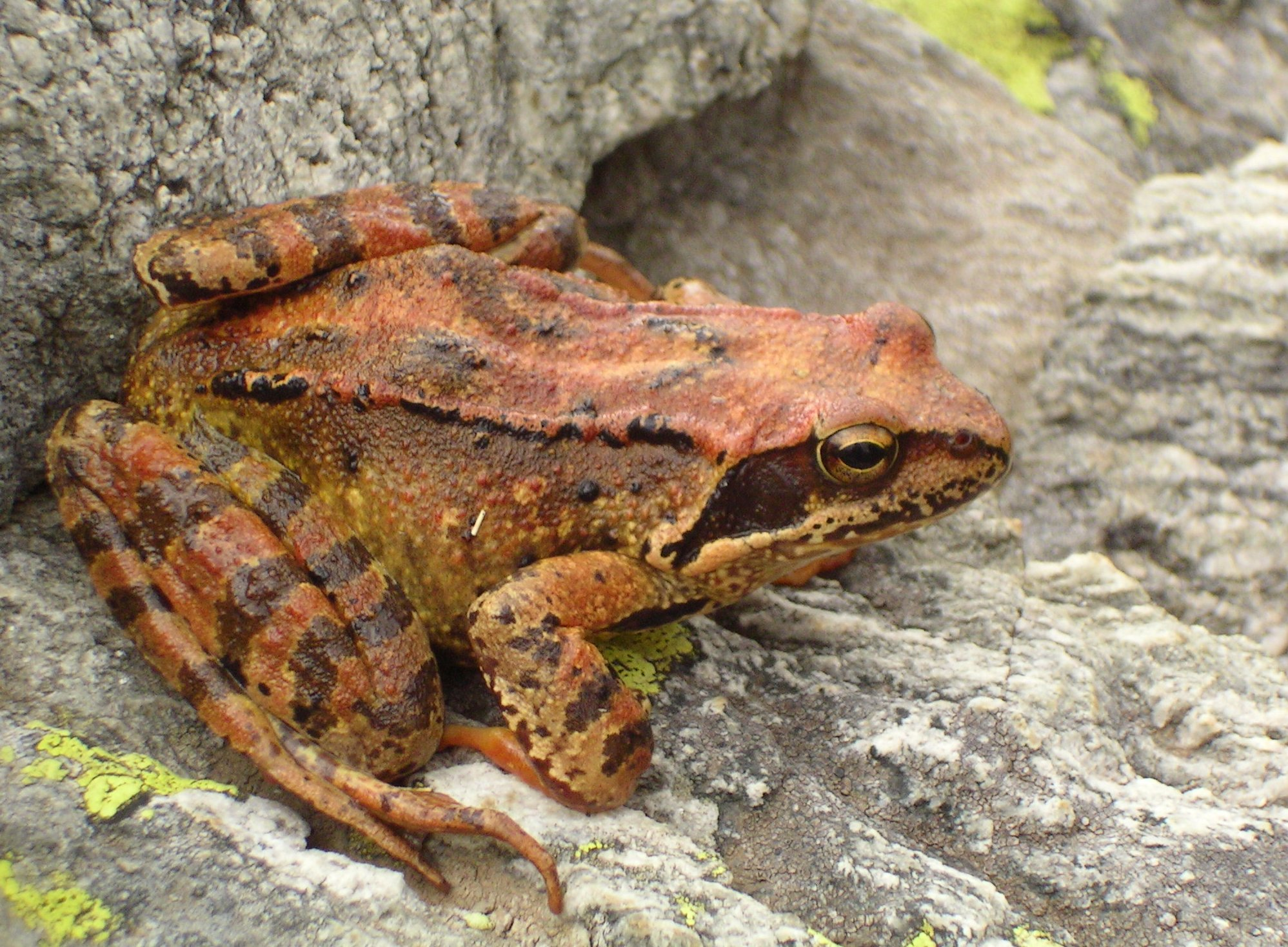
Grenouille rousse femelle (Suisse).

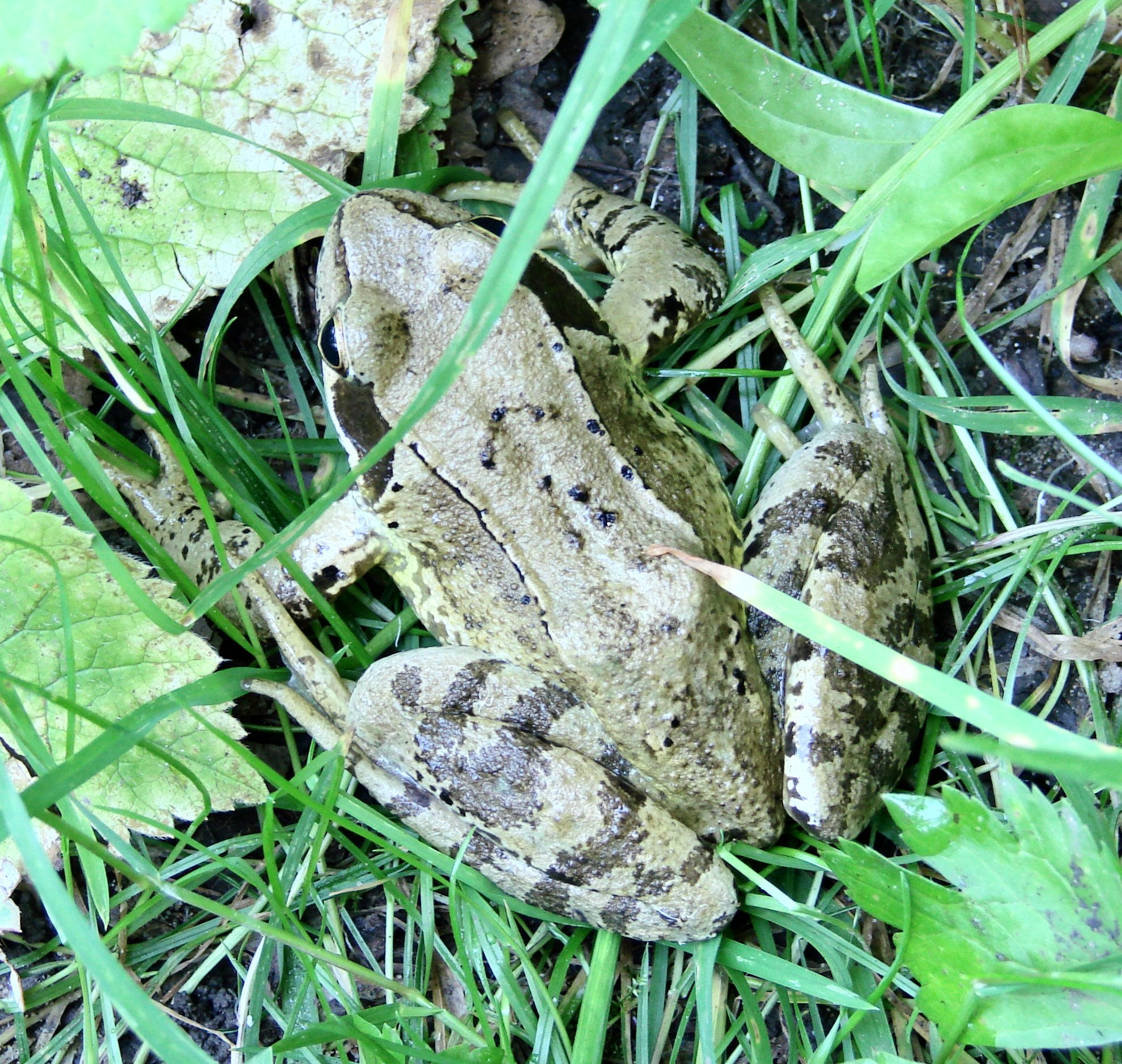
Grenouille rousse, les replis latéraux-dorsaux se resserrent derrière les épaules et une marque sombre en forme de ∧ est visible sur le dos.

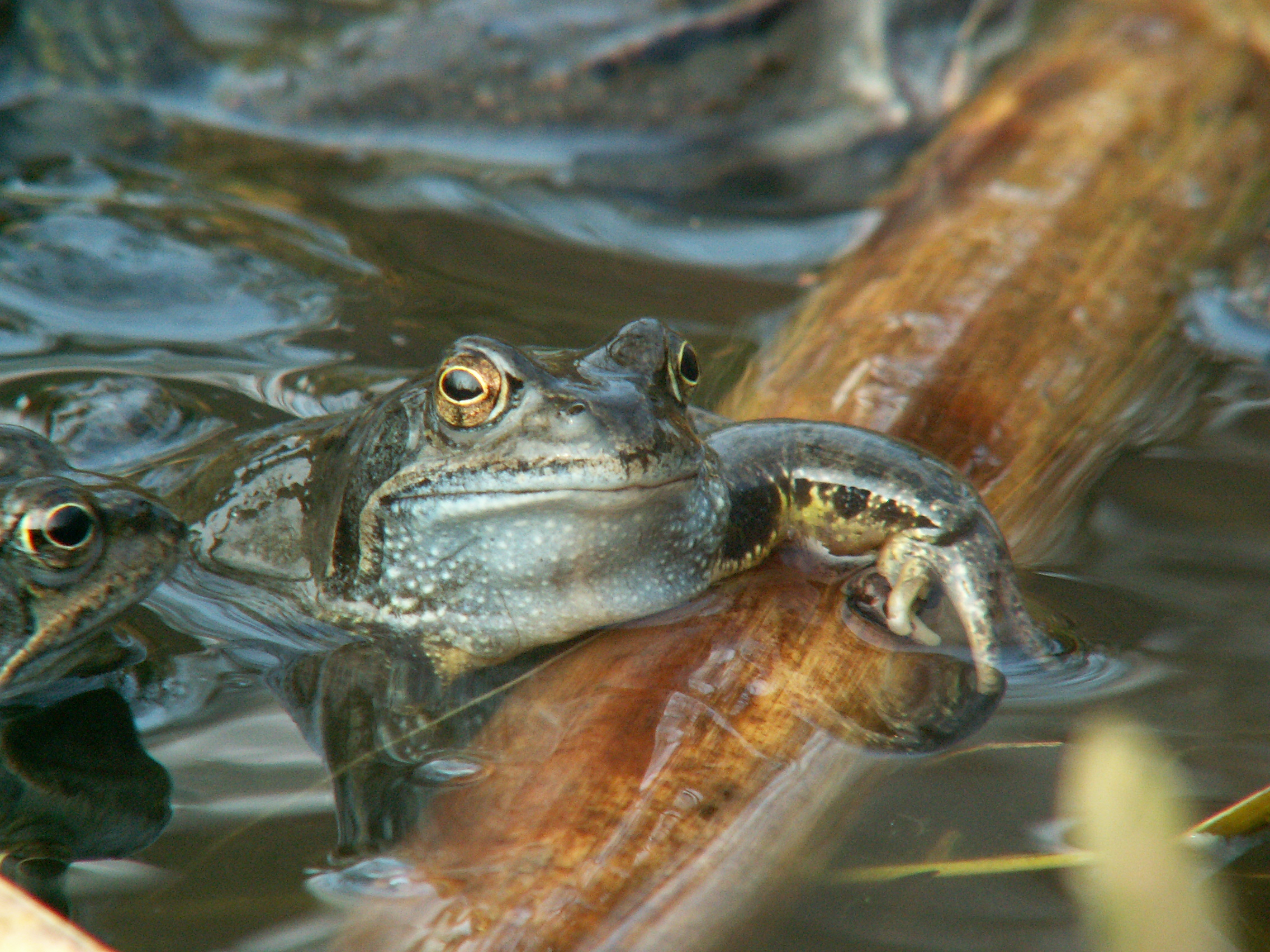
Mâle de grenouille rousse, avec gorge bleutée et callosité nuptiale sur le pouce.

Rana temporaria mesure de 50 à 65 mm en plaine, et à haute altitude de 70 à 80 mm chez le mâle et 75 à 85 mm chez la femelle (au maximum 100 mm). La femelle est plus grosse que le mâle.
Son corps est trapu, le museau fortement arrondi chez les individus âgés (à la différence de la grenouille agile, qui a le museau plutôt pointu), un œil doré à la pupille horizontale, un tympan en général bien visible, de la même taille ou plus petit que l’œil, inclus dans une longue tache temporale sombre se prolongeant au-delà de l’œil jusqu'à la narine.
Elle possède deux lignes bien marquées sur le dos, formées par des replis latéraux-dorsaux qui de manière caractéristique se rapprochent au milieu du dos. Le mâle possède un sac vocal interne qui produit parfois sur la gorge un reflet bleuâtre.
Les jambes sont courtes c'est-à-dire qu'en rabattant la jambe vers l'avant, le talon dépasse rarement le bout du museau. Elles sont marquées de barres transversales sombres. Les palmures ne dépassent pas la moitié des orteils.
La coloration du corps est extrêmement variée. En général, le dessus du corps est de couleur jaune-rouge à brun-noir, généralement avec des taches sombres, parfois orange ou rouges. Entre les épaules, se dessine souvent une marque sombre, glandulaire, en forme de chevron ∧ et sur le dos, des taches noires, plus étendues que chez toute autre grenouille brune. La grenouille rousse est capable par mimétisme de changer légèrement sa coloration en contractant ou dilatant des cellules à pigment noir situées sous la peau.
La peau des flancs est généralement mouchetée ou marbrée. Le dessous est gris-blanchâtre chez le mâle, et tacheté ou voilé de rouge chez la femelle. La gorge est généralement traversée d'une bande centrale claire. Il a été montré que cette espèce (comme tous les amphibiens probablement) produit des molécules (peptides) antibiotiques .
Les mâles reproducteurs ont un aspect flasque, une gorge blanc pur ou bleutée, une teinte générale grisâtre et sont dotés de bras robustes. Ils portent des callosités nuptiales marron foncé ou noires sur les pouces. Les femelles sont donc plus grosses, voire dodues, plus claires que les mâles et sans callosités foncées aux pouces. À la saison de la reproduction, elles présentent des granules perlés sur leurs flancs et leurs jambes.
Rana honnorati est parfois considérée comme une espèce distincte de Rana temporaria. 

## Distribution et habitat
- Répartition :

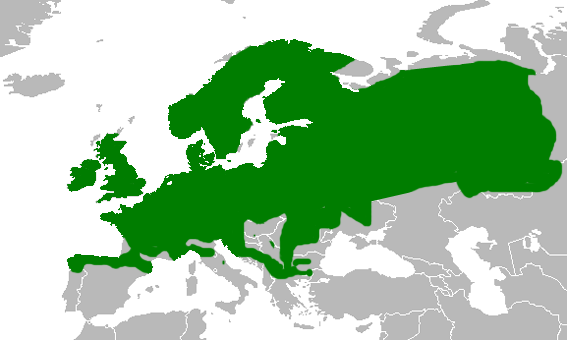
Distribution de la grenouille rousse.

Cette espèce poïkilotherme, se rencontre du niveau de la mer jusqu'à 3 000 m d'altitude  en Europe : du nord de l'Espagne, du nord de l'Italie et du nord de la Grèce jusqu'au nord de la Scandinavie et à l'ouest de la Sibérie et au nord du Kazakhstan.
Rana temporaria est la grenouille brune (genre Rana) la plus répandue en Europe. Elle est largement répandue dans le nord de la France et en Belgique, avec des lacunes en Aquitaine, Provence et en Corse. Au sud de l'Île-de-France, elle est surtout commune sur les reliefs (Morvan, Massif central, Pyrénées, au-dessus de 500 m).
- Habitat :

La grenouille rousse est l'amphibien qui atteint les altitudes les plus hautes en France : 1 600 m dans le Jura, 1 800 m dans le Massif central, 2 800 m dans les Alpes et 2 600 m dans les Pyrénées.
Elle vit dans n'importe quel type d'habitat humide : bois (ornières des chemins forestiers, mares), landes, dépressions prairiales, terres cultivées, parcs et jardins. D'après une étude des sites de reproduction de Rana temporaria en Deux-Sèvres et Charente-Maritime, plus de 90 % des pontes se trouvent au sein de milieux aquatiques temporaires et pour la plupart, avec des hauteurs d’eau inférieures à 30 cm.
Dans le nord, elle préfère les milieux terrestres et ne retourne à l'eau que pendant les périodes de reproduction et d'hivernage. Dans le sud, elle peut rester à proximité des mares et des ruisseaux. Elle est très présente en montagne.

## Mode de vie

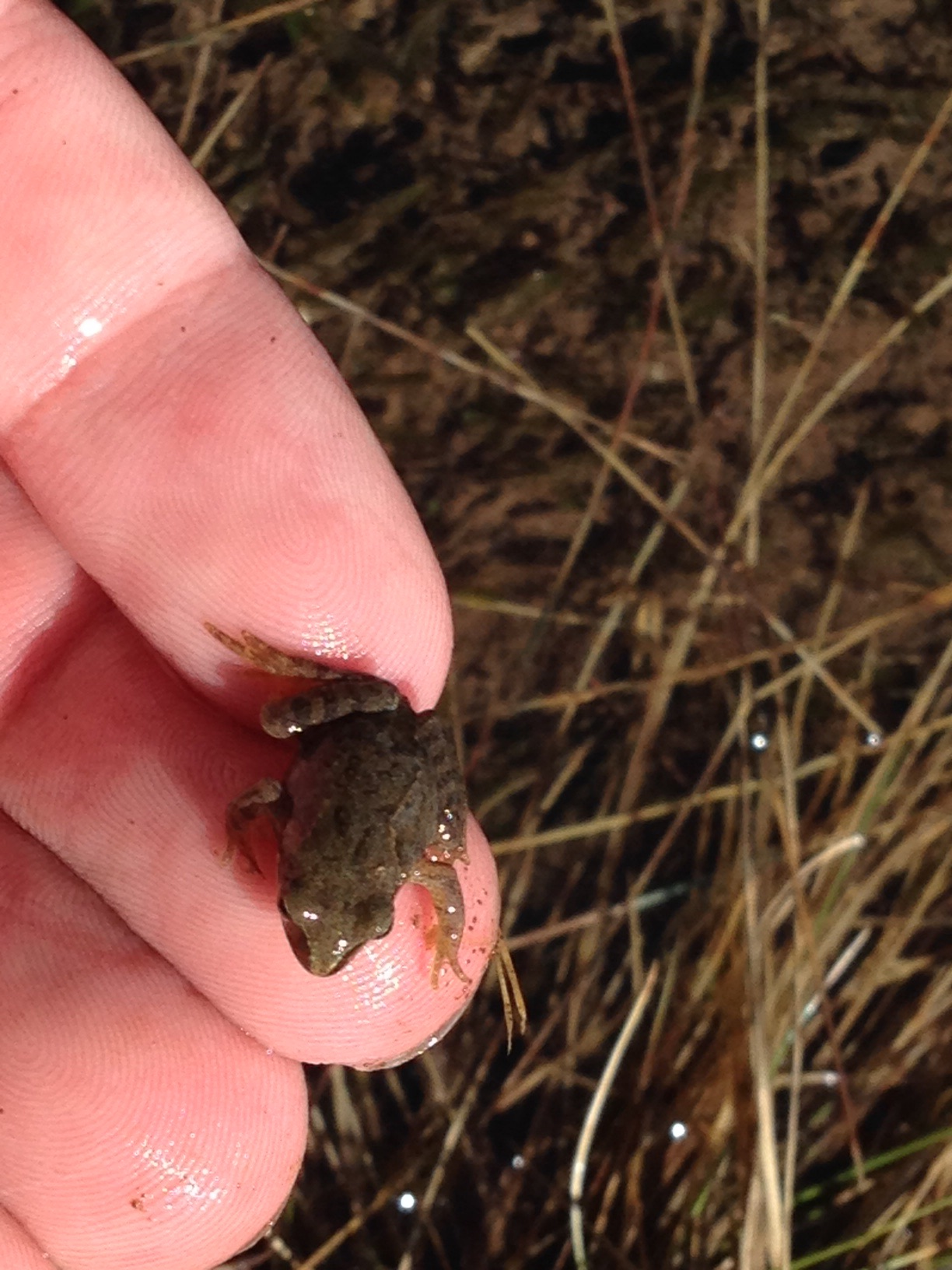
Une jeune grenouille rousse en Maurienne (Savoie) à 2300 m d´altitude.

La grenouille rousse est active de jour comme de nuit mais elle reste cachée les jours de forte chaleur. La vie de l'adulte est caractérisée par des migrations entre trois habitats : le site de ponte aquatique au printemps, le site d'alimentation l'été et le site d'hibernation.
- Alimentation :

Elle se nourrit d'arthropodes comme des petits insectes ou crustacés, d'arachnides, mais aussi de mollusques (limaces), de vers de terre et de larves d'amphibiens. Elle capture ses proies en lançant sa langue gluante sur eux. Une étude ayant comparé (sur un même territoire) son contenu stomacal avec celui du lézard Lacerta vivipara a montré qu'elle avait une nourriture plus variée que lui.
- Hibernation :

Durant les quatre mois d'hiver, elle hiberne, sous une souche ou en s'envasant dans le fond d'un ruisseau ou d'une rivière. En général, ce sont les mâles qui s’installent au fond des points d'eau pour être les premiers occupants le printemps venu. Ils y restent immobiles, pour réduire leurs besoins vitaux au maximum. La respiration se fait à travers la peau. Les femelles hibernent souvent sous des feuilles, des rochers, des souches, dans des sols détrempés.

## Reproduction

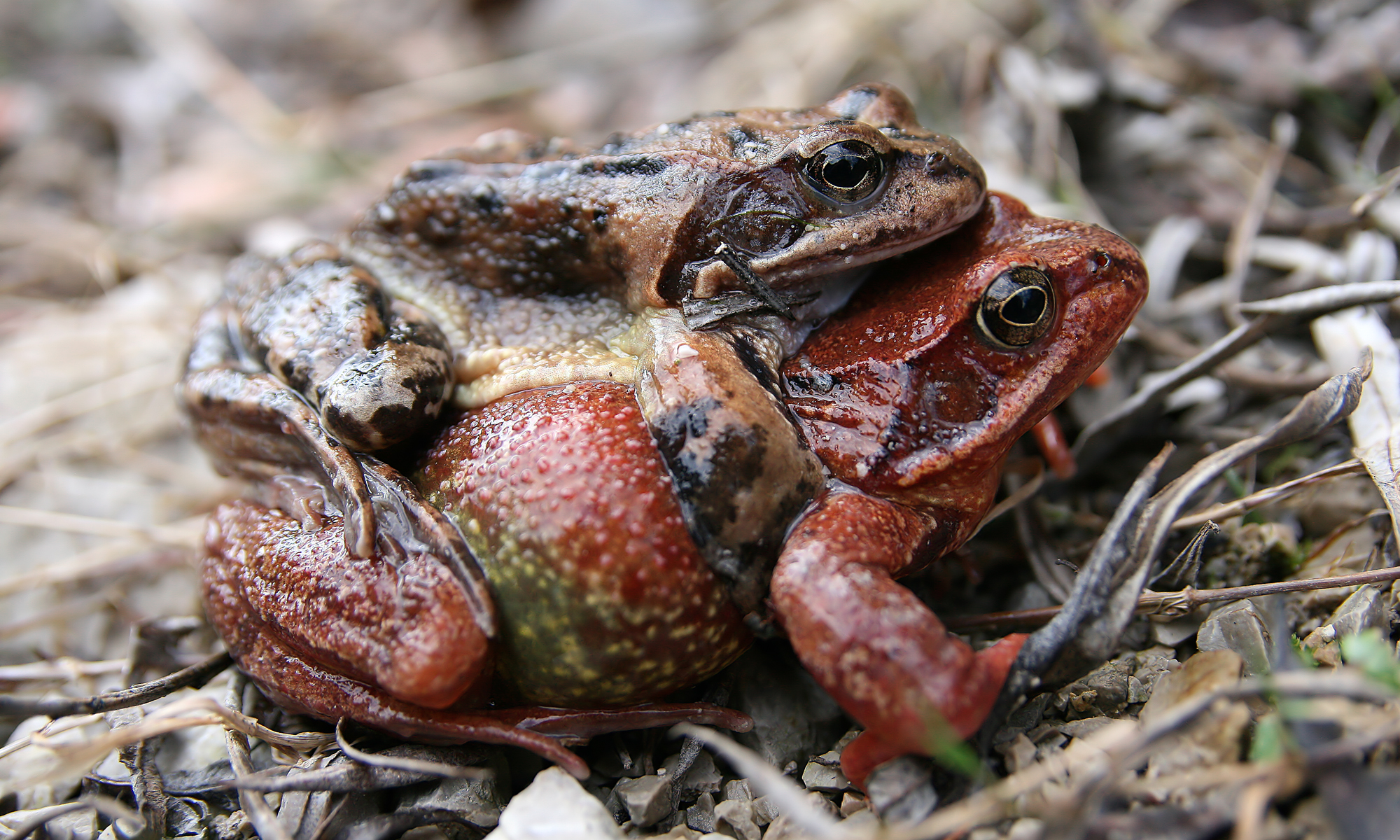
Amplexus axillaire : le petit mâle enserre très fermement sous les aisselles, une grosse femelle rougeâtre, pleine d'ovocytes.

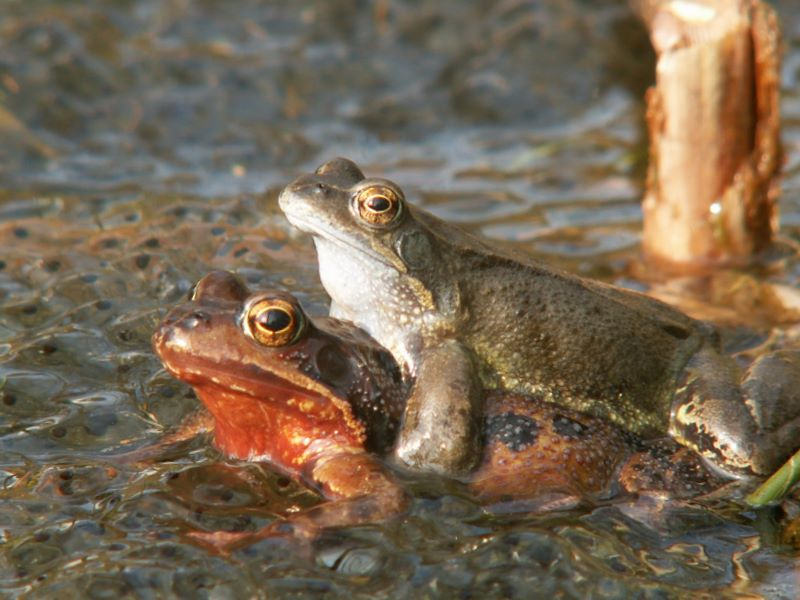
Accouplement de grenouilles rousses ; typiquement le mâle a la gorge blanche et la femelle rouge.

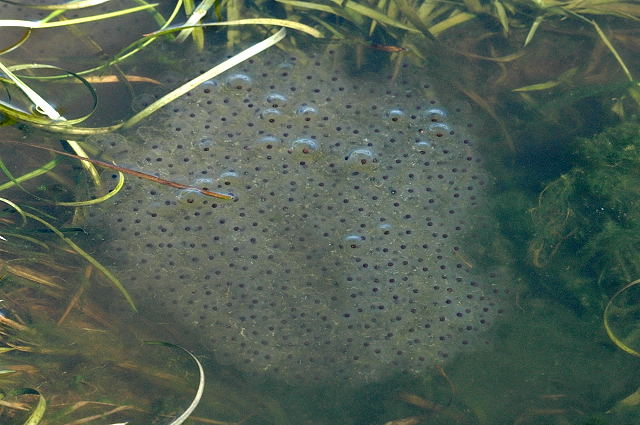
Amas d’œufs de grenouilles rousses (Ardennes, Belgique). Les pontes flottent en surface, à la différence des pontes de Grenouilles agiles, vertes et rainettes, qui sont immergées.

À la sortie de l'hibernation, en janvier-février (et beaucoup plus tard en montagnes), les grenouilles rousses migrent en masse, la nuit, vers leur site de reproduction. Elles peuvent parcourir un ou deux kilomètres. L'accouplement et la ponte se déroulent sur une période pouvant aller de 15 jours à beaucoup plus dans les régions méridionales, entre janvier-février et avril, selon l'avancement de la végétation et l'altitude. L'effet du réchauffement climatique s'est fait aussi sentir puisqu'un suivi durant 23 ans de sites de ponte en Bretagne a montré que le début des pontes s'était avancé de 27 jours entre 1984 et 2007. Mais l'effet le plus perturbateur a été la vague de chaleur de 2003 qui a réduit dangereusement le taux de fécondité de l'année suivante.
Les sites de reproduction sont en général des pièces d'eau stagnante (mares, fossés, ornières forestières), des dépressions inondables, des ruisseaux.
Les mâles se rassemblent à la surface de l'eau et commencent à chanter en chœur la nuit pour attirer les femelles. Le coassement est un ronronnement sourd, semblable au bruit d'un train. Ces chants s'entendent la nuit et le jour au moment des grandes frénésies, ils ne sont pas toujours très audibles de loin. Le mâle ne possède qu'un sac vocal (qui se gonfle sous la gorge) à la différence de la grenouille rieuse qui en possède deux.
Le mâle s'agrippe à la femelle de ses pattes avant et l'enserre très puissamment sous les aisselles (technique qualifiée d'amplexus axillaire). Des callosités nuptiales rugueuses disposées sur ses doigts avant l'empêchent de glisser. Les couples restent en amplexus moins de 24 heures. Lorsque la femelle pond ses œufs, le mâle les fertilise au fur et à mesure avec son sperme.
Pour tenter de refuser l'accouplement, les femelles peuvent se détourner du mâle, imiter son cri pour en empêcher d’autres d'approcher, ou feindre la mort en s'immobilisant,,.
Il y a deux fois plus de mâles que de femelles sur les sites de reproduction. Après un accouplement, les mâles restent sur le point d'eau avec les autres mâles. Certains s'accouplent plusieurs fois durant la même saison.
La femelle pond de 700 à 4 500 œufs en amas gélatineux, déposés sur le fond, sur la végétation ou flottant à la surface d'eaux peu profondes. Elle quitte ensuite l'eau tandis que le mâle y reste plus longtemps pour s'accoupler avec d'autres femelles.
Les œufs bicolores se développent en 1, 2 ou 3 semaines, en fonction de la température ambiante et donnent naissance à des têtards. Ces larves se nourrissent d'algues, de détritus, de protozoaires et de pollen.
Le développement des têtards dure de deux à trois mois jusqu'à leur métamorphose en grenouillettes. Les têtards voient leurs poumons se développer, leurs petites dents cornées  faire place à une langue gluante, leur queue rétrécir, quatre pattes se former, des yeux proéminents apparaître.
- Durée de vie

La grenouille rousse peut vivre de 6 à 10 ans. La maturité sexuelle est atteinte vers 2-3 ans, plus tard en montagne.
- Protection

Les grenouilles rousses sont capturées pour la consommation dans l'est de la France et le sud de la Belgique. En France, la grenouille rousse est partiellement protégée par l'arrêté du 19 novembre 2007 (article 4), par la directive habitats (annexe V), et par la convention de Berne (annexe III).

## État des populations, pressions, menaces
Depuis plusieurs décennies des mortalités massives et anormales et des disparitions locales sont signalées par les naturalistes.
Cette espèce est victime de la destruction, pollution (par les pesticides notamment) et fragmentation écologique d'une grande partie de ses habitats naturels. Elle pourrait éventuellement souffrir de ces effets de  perturbateurs endocriniens pouvant perturber sa reproduction. En 1959, on signalait déjà en Camargue qu'elle  régressait plus vite que Rana ridibunda perezi.

## Galerie photographique

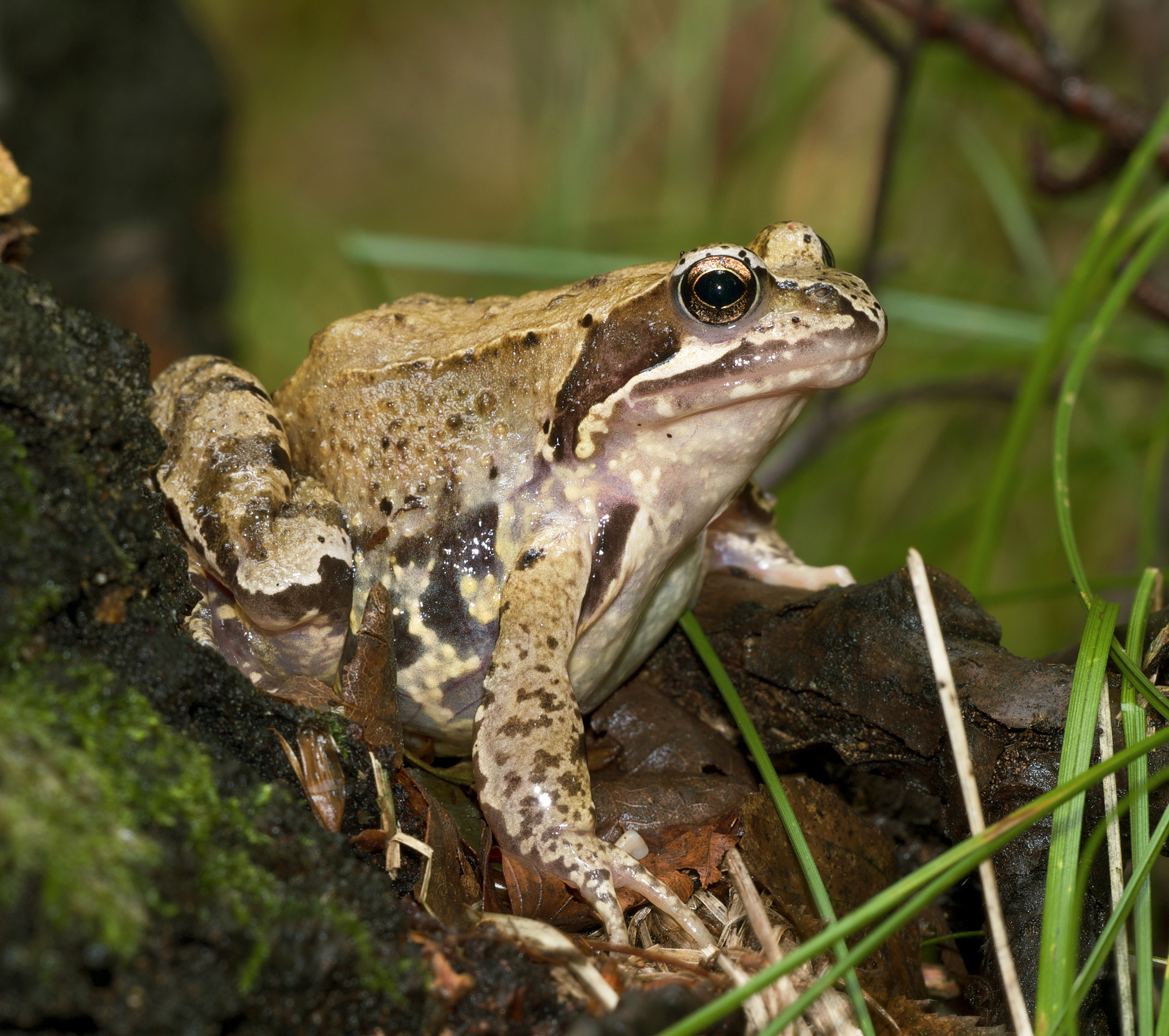
Grenouille rousse femelle (Allemagne).
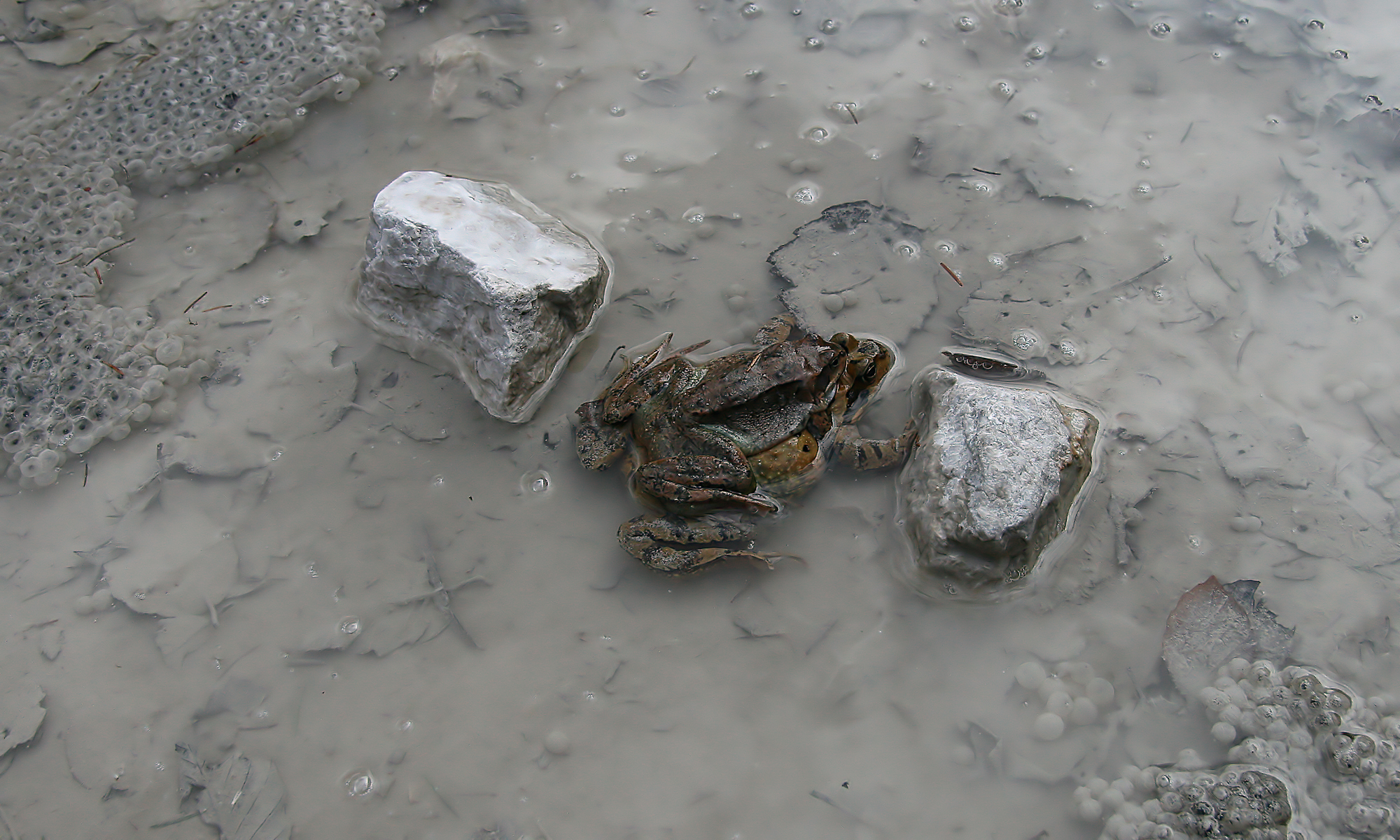
Accouplement et œufs flottants.
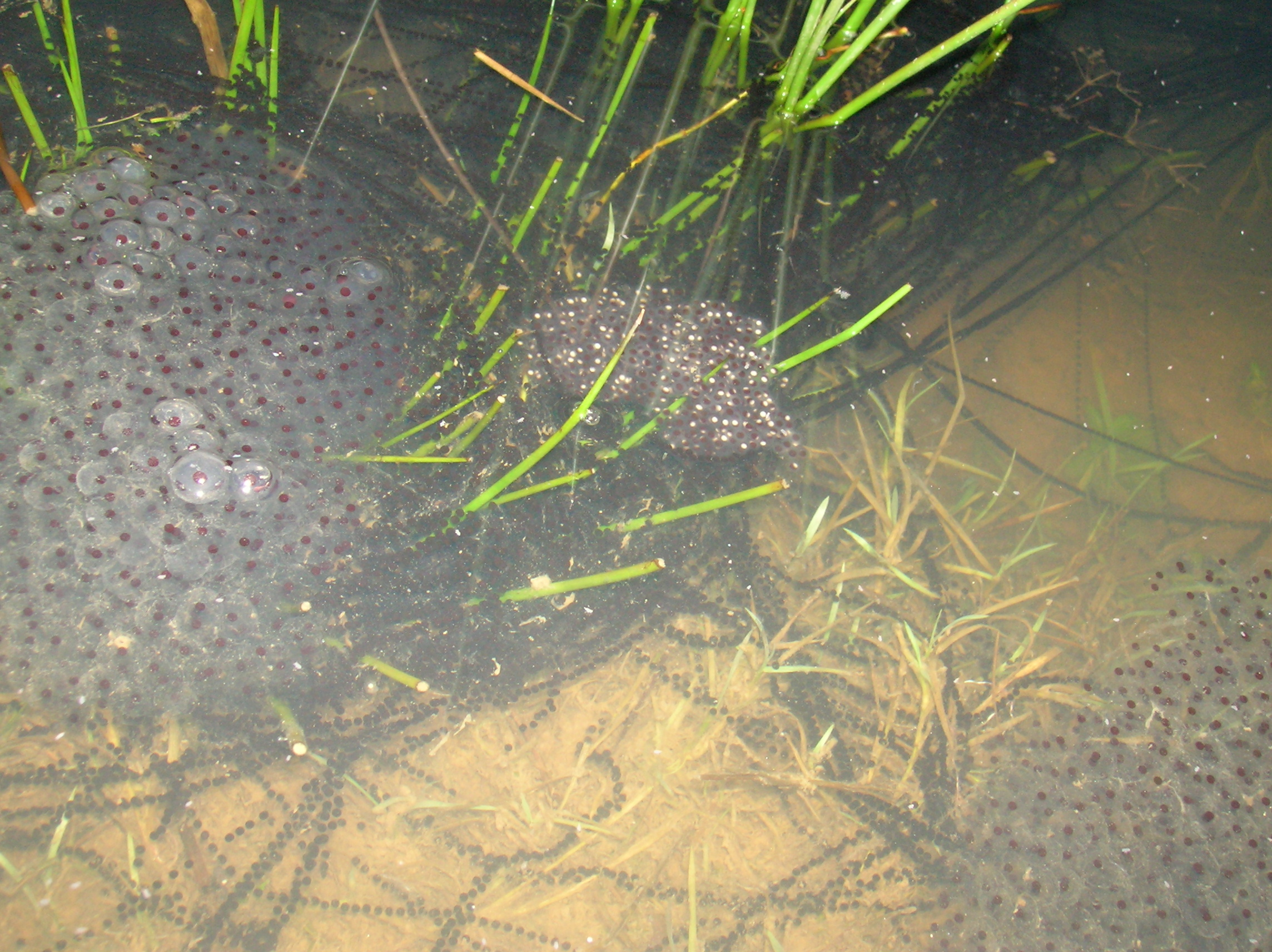
Pontes de grenouille rousse et de crapaud commun (chapelets d’œufs noirs).
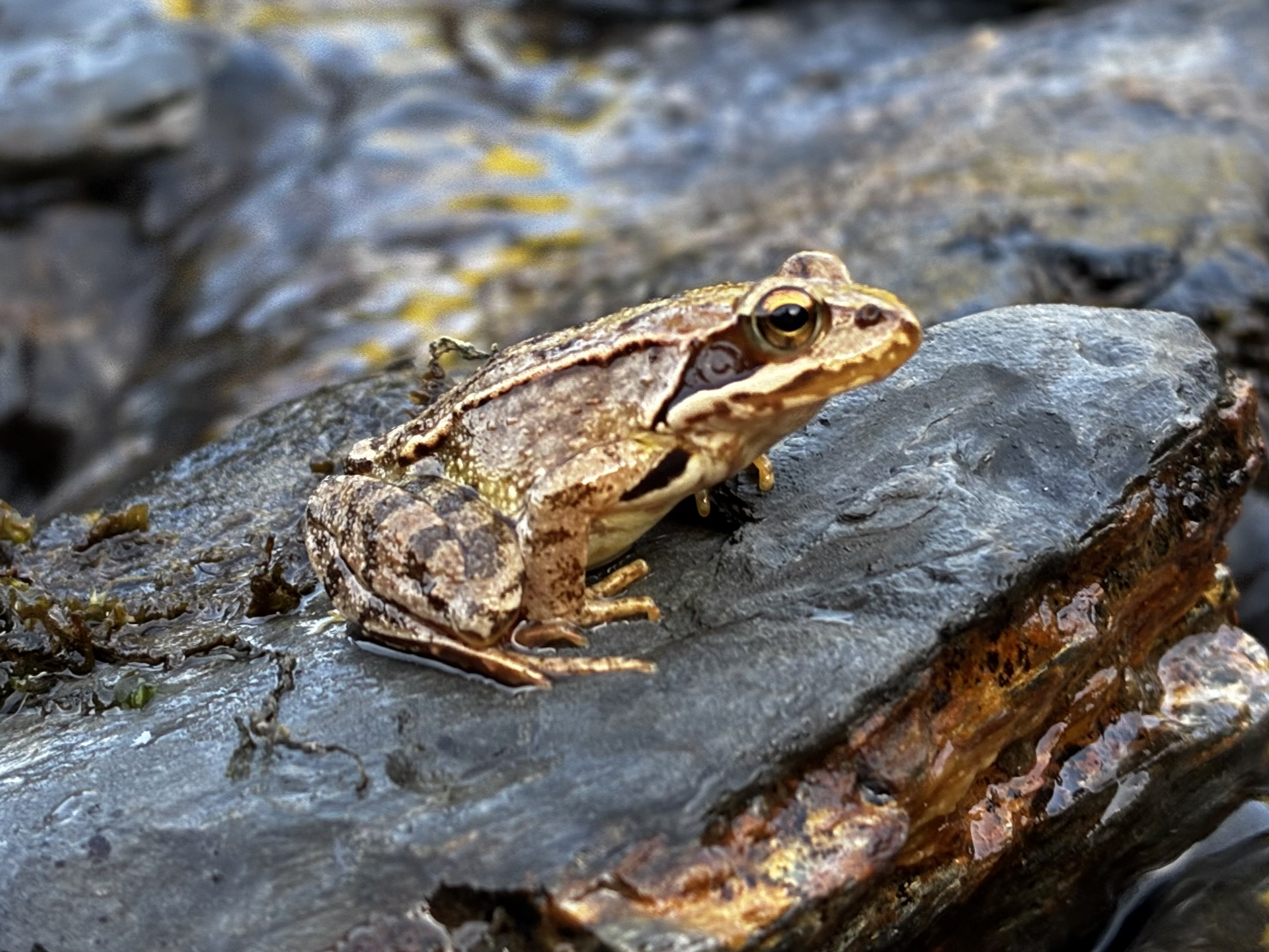
Jeune spécimen en Hautes-Pyrénées

## Synonymie
Au fil du temps, la grenouille rousse a été décrite sous de très diverses dénominations scientifiques, parmi lesquelles on trouve notamment les suivantes :
- Rana aquatica Linnaeus, 1758
- Rana hyla Linnaeus, 1758
- Rana muta Laurenti, 1768 (nom aussi attribué à  Nanorana yunnanensis)
- Rana alpina Laurenti, 1768
- Rana campanisona Laurenti, 1768
- Rana rufa Lacépède, 1788
- Rana atra Bonnaterre, 1789
- Rana flaviventris Millet de la Turtaudière, 1828
- Rana temporaria var. canigoensis Boubée, 1833
- Rana glacialis Boubée, 1833
- Rana scotica Bell, 1839
- Rana platyrrhinus Steenstrup, 1846
- Rana temporaria var. typus Koch, 1872
- Rana temporaria var. montanus Koch, 1872
- Rana temporaria var. maximus Koch, 1872
- Rana temporaria var. verrucosus Koch, 1872
- Rana temporaria var. cinereus Koch, 1872
- Rana temporaria var. gracilis Koch, 1872
- Rana temporaria var. acutirostris Fatio, 1872
- Rana temporaria var. obtusirostris Fatio, 1872
- Rana fusca honnorati Herón-Royer, 1881
- Rana honnorati Herón-Royer, 1881
- Rana muta var. subconcolor Camerano, 1884 "1883"
- Rana muta var. flavomaculata Camerano, 1884 "1883"
- Rana muta var. nigroguttata Camerano, 1884 "1883"
- Rana muta var. atra Camerano, 1884 "1883"
- Rana fusca var. longipes Müller, 1885
- Rana temporaria parvipalmata López-Seoane, 1885
- Rana temporaria var. marmorata Werner, 1897
- Rana temporaria var. entzi Werner, 1897
- Rana méhelyi Bolkay, 1912 "1911"
- Alytes grandis Brunner, 1957
- Rana aragonensis Palanca-Soler, Vieites & Martínez-Suárez, 1995

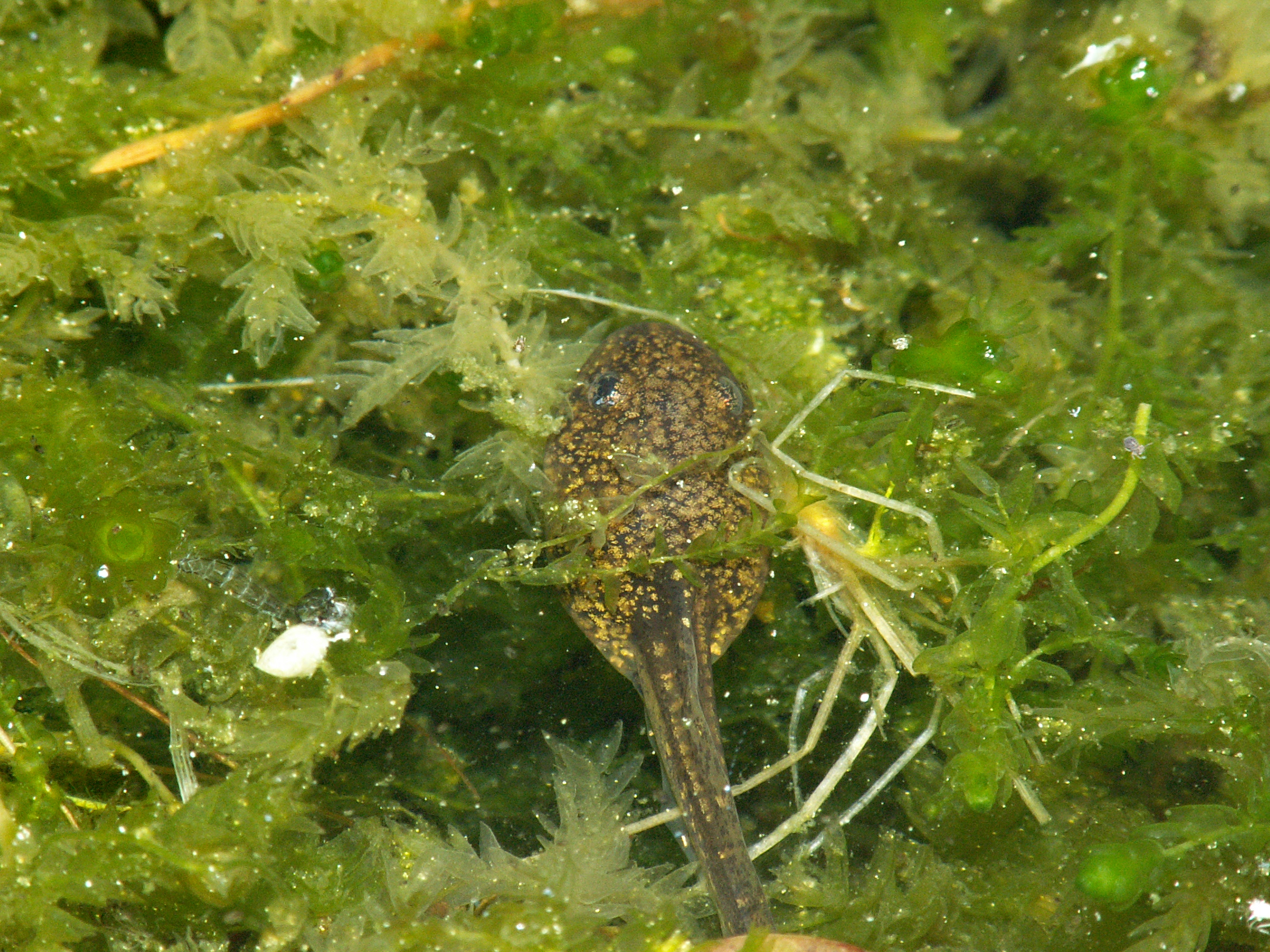
Têtard de grenouille rousse.
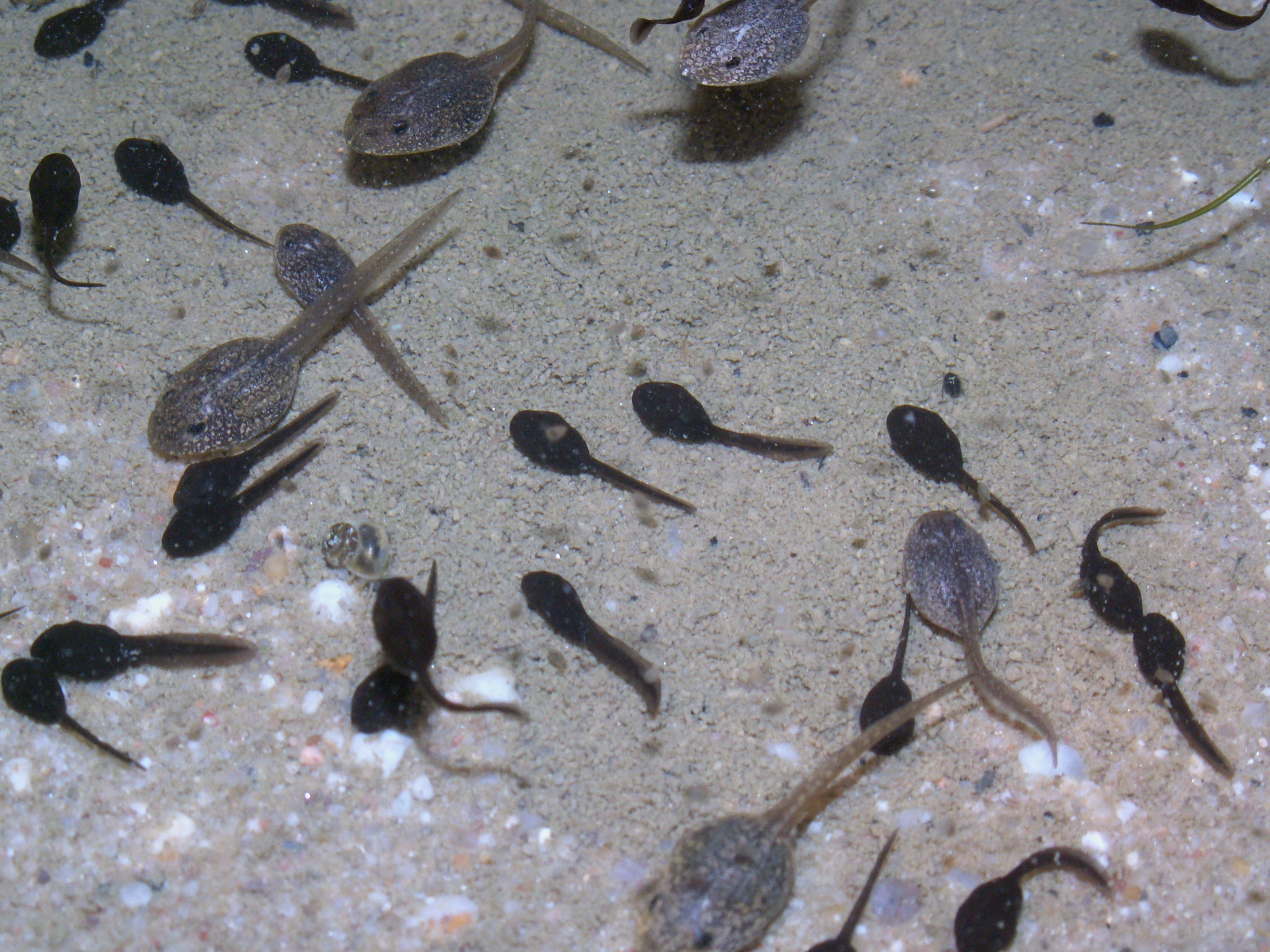
Têtard de grenouille rousse (grands) et de crapaud commun (Bufo bufo).
Le développement des têtards.

## Publication originale
- Linnaeus, 1758 : Systema naturae per regna tria naturae, secundum classes, ordines, genera, species, cum characteribus, differentiis, synonymis, locis, ed. 10 (texte intégral).